# Luca Hollestelle
 (février 2019).
Si vous disposez d'ouvrages ou d'articles de référence ou si vous connaissez des sites web de qualité traitant du thème abordé ici, merci de compléter l'article en donnant les références utiles à sa vérifiabilité et en les liant à la section « Notes et références ».
 (février 2019).
Luca Hollestelle, née le 7 avril 1996 à Bilthoven, est une actrice et mannequin néerlandaise.

## Carrière
Autre que son travail d'actrice, elle est mannequin et mesure 1,72 m.

## Filmographie

### Cinéma et téléfilms
- 2013 : 48 minuten : Laura
- 2015 : Spangas : Isa
- 2016 : Flynn? : Emma
- 2016 : De vloek van manege Pegasus (nl) : Lucy
- 2016-2018 : De Ludwigs (nl) : Yara Ludwig
- 2017 : De Ludwigs: Wie is de Dief? : Yara Ludwig
- 2017 : De Ludwigs: Op jacht naar de stenen schat : Yara Ludwig
- 2018 : De Slet van 6 vwo (nl) : Melissa